# Rolf Hochhuth
Rolf Hochhuth, född 1 april 1931 i Eschwege i Hessen, död 13 maj 2020 i Berlin, var en tysk dramatiker och författare.
Hochhuth arbetade som bokhandlare fram till 1955 och var sedan förlagsredaktör. Sin litterära debut gjorde han med dramat Der Stellvertreter, 1963 (Ställföreträdaren, 1963). Efter det levde han som författare i Schweiz.

## Dramatik (urval)
- Der Stellvertreter 1963 (filmatiserades 2002, se vidare Amen.)
- Die Soldaten 1967
- Lysistrate und die NATO 1972
- Tod eines Jägers 1976
- Juristen 1979
- Wessis in Weimar 1992
- Effis Nacht 1996